# 王繼芳 (嘉靖進士)
王繼芳（1494年—？年），字世昌，號亭皐，順天府固安縣人，明朝政治人物。

## 生平
嘉靖十年（1531年）辛卯科順天鄉試舉人，嘉靖十一年（1532年）聯捷壬辰科第三甲第一百八十名進士。觀戶部政，陛南京工科給事中，改戶部主事，歷升員外郎、郎中，遷陝西副使，調四川。

## 墓葬
王继芳墓，在固安梁家庄。已毁。

## 家族
父王欽，官至按察司副使。